# Mineral City, Ohio
Mineral City là một làng thuộc quận Tuscarawas, tiểu bang Ohio, Hoa Kỳ. Năm 2010, dân số của làng này là 727 người.

## Dân số
- Dân số năm 2000: 841 người.
- Dân số năm 2010: 727 người.